# 厄灵豪森
厄灵豪森（德語：Oerlinghausen，發音：[œʁlɪŋˈhaʊzn̩] ⓘ）是德国北莱茵-威斯特法伦州代特莫尔德行政区利珀县的城市，面积32.69平方千米，2023年12月31日人口为17,287人。

## 友好城市
- 法國 维莱莱南锡（1988年）
- 德国 奥古斯图斯堡（1990年）
- 德国 阿尔特马克地区奥斯特堡（1991年）